# سوني روسو
سوني روسو (بالإنجليزية: Sonny Russo)‏ هو عازف جاز أمريكي، ولد في 20 مارس 1929 في نيويورك في الولايات المتحدة، وتوفي في 23 فبراير 2013.

## وصلات خارجية
- سوني روسو على موقع ميوزك برينز (الإنجليزية)
- سوني روسو على موقع ميوزك برينز (الإنجليزية)
- سوني روسو على موقع قاعدة بيانات برودواي على الإنترنت (الإنجليزية)
- سوني روسو على موقع أول ميوزيك (الإنجليزية)
- سوني روسو على موقع ديسكوغز (الإنجليزية)